# 中华人民共和国第十届残疾人运动会暨第七届特殊奥林匹克运动会
中华人民共和国第十届残疾人运动会暨第七届特殊奥林匹克运动会于2019年8月25日-9月1日在天津举行。2017年，天津曾成功举办第十三届全运会。本次承办残运会暨特奥会，是全国首次同城举办全运会和残运会。

## 象征

### 会徽
会徽设计上，采用红、黄、蓝的色彩搭配，鲜艳醒目。会徽左边将飘带与数字“7”创意同构为拼搏的运动员形象，同时传递全国第七届特奥会的属性，右边是全国第十届残运会的“10”与“残疾人的轮椅”巧妙结合，形成激情燃烧的火焰。整体元素组合构成一个圆满而完整的会徽造型，寓意着运动会圆满成功。整体会徽线条动感强烈，色彩鲜明，体现了残疾人自强不息、勇于拼搏、乐观向上、超越自我的精神风貌和“更快、更高、更强”的奥林匹克精神。

### 吉祥物
吉祥物“新新”，手持红绸带，舞动出一个中国结的造型，营造出了红红火火、团结奋进、欢乐祥和的景象，奔跑跳跃表达了全国第十届残运会暨第七届特奥会“同心同梦，幸福中国”的主题。同时，选择海洋动物也突出了天津作为沿海城市的特点。

### 口号
同心同梦，幸福中国。

## 比赛项目
全国第十届残运会暨第七届特奥会将设34个比赛项目。其中，残运会项目26个，特奥会项目8个。另外，本届残运会第一次增加残疾人冬季体育项目，第一次大幅增加群众体育比赛设项，并通过简化报名程序，降低参赛门槛，激发广大基层残疾人参与残运会比赛热情，带动基层残疾人体育健身活动的活跃开展，更好地推动广大残疾人共享体育公共服务。
天津市将在2019年上半年承办射箭、射击、举重、轮椅网球、轮椅击剑、跆拳道、田径马拉松、轮椅舞蹈、盲人跳绳、三人制聋人篮球、五人制聋人足球、围棋、冰壶、残奥冰球等14个项目的比赛。
在2019年8月下旬的主赛期，将承办乒乓球、硬地滚球、盲人门球、羽毛球、柔道、篮球、田径、游泳、盲人足球、坐式排球、飞镖、象棋等12个残运项目，和田径、羽毛球、篮球、滚球、举重、轮滑、游泳、乒乓球等8个特奥项目的比赛。

## 比赛场地
第七届特奥会由滨海新区承办，26个残运项目则由南开区、河东区、红桥区、东丽区、津南区、武清区等6个区人民政府，天津团泊体育中心、天津国际网球中心、天津奥林匹克中心体育场、天津奥林匹克中心游泳跳水馆等4个场馆，和天津体育学院、天津师范大学、天津理工大学、天津职业技术师范大学、天津财经大学、中国民航大学、天津城建大学、天津工业大学等8所院校承办。